# Monsieur Klein
Pour les articles homonymes, voir Klein.
Pour plus de détails, voir Fiche technique et Distribution.
Monsieur Klein est un film franco-italien réalisé par Joseph Losey, sorti en 1976.
Le film a notamment été produit par Alain Delon, également acteur principal. Le scénario a initialement été écrit par Costa-Gavras, puis achevé par Franco Solinas.

## Synopsis

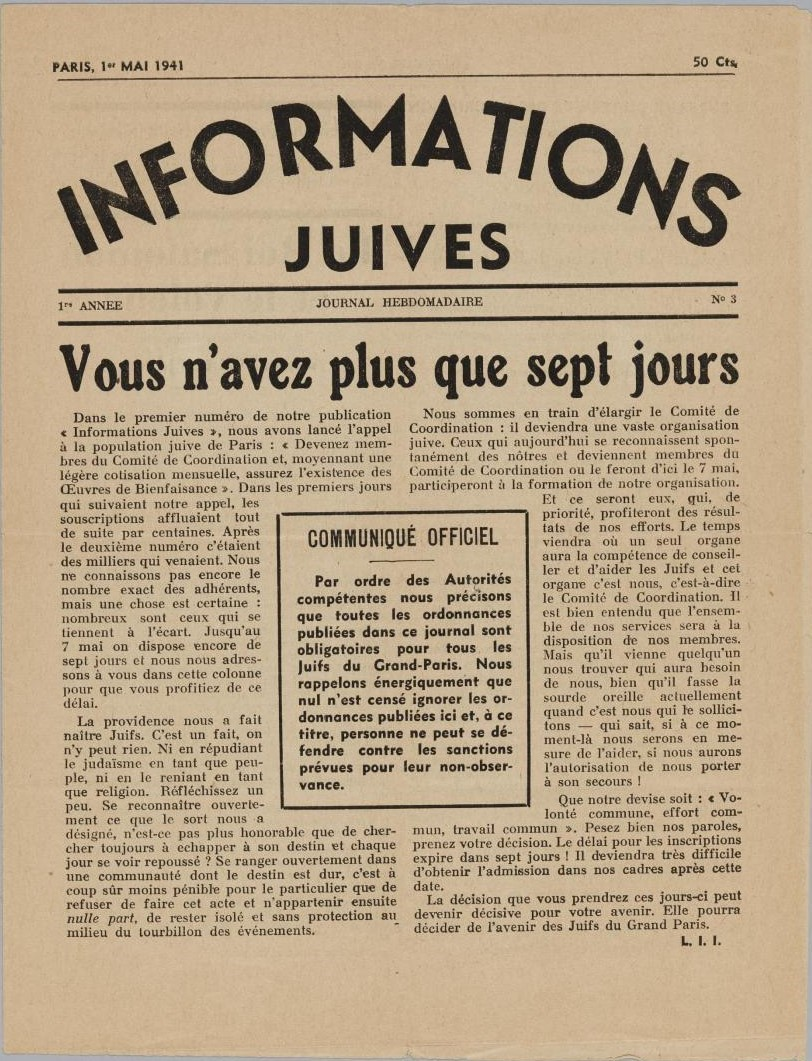
Numéro du 1er mai 1941 des Informations juives.

C'est l'hiver 1942 à Paris, sous l'Occupation. Dans un hôpital, une femme nue et d’âge mûr subit passivement une humiliante visite médicale censée déceler des origines sémites cachées. Le rapport sera envoyé à la préfecture de police, ce qui n'augure rien de bon car les Juifs sont persécutés. En retrouvant son époux, qui s'est prêté à un examen analogue, elle affirme que tout s'est bien passé.
Indifférent à ce climat oppressant, le marchand d'art Robert Klein vit luxueusement dans un hôtel particulier au no 136 de la rue du Bac, avec sa maîtresse Jeanine. Dans une salle des ventes, il suit la mise aux enchères d'une tapisserie truffée de symboles occultes représentant un vautour. Il déconseille à une amie de l'acheter, pressentant qu'elle « porte malheur ». Il achète aussi sans le moindre scrupule, à des Juifs aux abois pressés de fuir la France, des objets qu'ils cèdent à vil prix au terme d'âpres tractations. Il reconduit l'un d'eux sur le seuil, après lui avoir payé trois cents louis d'or — soit la moitié de sa valeur — le Portrait d'un gentilhomme hollandais peint par Adriaen van Ostade (voir infra). En prenant congé, il découvre dans son courrier glissé sous la porte un exemplaire des Informations juives. Il comprend alors qu'un homonyme (voir infra), abonné à ce journal destiné aux israélites, lui a fait endosser son identité (voir infra). Or les membres de la communauté juive sont fichés en raison de leur prétendue origine raciale. Par une sorte de prémonition funeste, son client lui souhaite « bonne chance à vous, Monsieur Klein ».
En cherchant à prouver qu'il n'est pas Juif, Robert Klein s'englue peu à peu dans un piège quasi kafkaïen. Il ne fait qu'attirer l'attention des autorités, muée en suspicion puis, bien vite, en conviction. Pour obtenir des certificats de catholicité, il rend visite à son père, qui vit à Strasbourg. Devenu infirme, celui-ci affirme avec emportement que, depuis Louis XIV, la famille Klein est française et catholique, avant de lui apprendre qu'il existe une branche hollandaise sur laquelle il refuse de s'étendre. Menant sa propre enquête, Robert remonte la piste de son homonyme, dont il découvre l'adresse inscrite sous la sienne, en grattant au rasoir la bande de routage des Informations juives. Insaisissable, cet homme mystérieux change régulièrement de domicile ; il entretient des liaisons féminines, entre autres avec une aristocrate évanescente et une compagne énigmatique prénommée « Isabelle », « Kathy » ou « Françoise », danseuse de revue puis ouvrière d'usine ; il roule en side-car et possède un berger allemand. Les recherches de l'affairiste le conduisent tour à tour : dans un logement sordide situé rue des Abbesses, qu'il visite à plusieurs reprises au prétexte de le louer pour un ami et dont il relève le numéro de téléphone ; dans un laboratoire photographique, où il obtient un cliché de l'homme à la moto avec son chien ; au château d'Ivry-la-Bataille (en fait le château d'Esclimont) habité par une fantomatique famille d'aristocrates ; dans les coulisses d'un cabaret donnant un spectacle antisémite,, qu'il quitte précipitamment sur les instances de Jeanine, offusquée (sur la scène, une affiche du film de propagande nazie Le Juif Süss fait partie du décor — voir infra) ; des ateliers de la place Balard... Il découvre que l'autre Klein, un Résistant, joue de leur homonymie pour agir clandestinement. L'inconnu semble avoir été victime d'un attentat relaté par la presse. Robert se précipite à la morgue pour examiner le corps.
La police poursuit le marchand d'art. Ses biens sont saisis. Par un étrange hasard, il recueille devant un kiosque à journaux un berger allemand abandonné. Craignant pour son propre sort, Klein cherche à gagner la Méditerranée par Marseille. Il est muni de faux papiers procurés par Pierre, un ami avocat qui l'a aussi aidé à vendre son hôtel particulier non sans s'enrichir à cette occasion d'un demi-million de francs. Dans le train, il s'adresse à une femme assise en face de lui. Il la prend pour Françoise, alias Kathy ou Isabelle, mais elle se nomme Nathalie. Elle connaît Robert (le Résistant), qui en fait n'a jamais quitté son logement de Montmartre, aidé de la concierge éprise de lui. Il rebrousse aussitôt chemin, souhaitant plus que jamais rencontrer celui dont il est victime mais qui le fascine. Il le joint au téléphone. Arrivé au rendez-vous, il assiste, embusqué, à l'arrestation du résistant, déclenchée par Pierre pour le protéger. Le lendemain, le marchand d'art est appréhendé à son tour, pendant une rafle évoquant celle du « Vél d'Hiv ». L'acte de baptême catholique d'une grand-mère, enfin arrivé d'Alger, peut le sauver in extremis. Parmi d'autres noms à consonance juive, les haut-parleurs du stade, temporairement converti en camp de transit, appellent « Robert Klein ». Un homme vu de dos lève le bras puis disparaît dans un souterrain. Une foule l'entraîne vers un quai de gare. L'affairiste lui emboîte le pas, en affirmant à Pierre qu'il va revenir. Déportés conjointement, les deux Robert Klein ne se seront jamais rencontrés. Dans le wagon qui les conduit vers une mort probable, derrière le marchand d'art sans scrupule apparaît le visage grave de l'homme qui lui avait cédé le tableau de van Ostade. Leur tractation du début résonne de nouveau.

## Fiche technique
Sauf indication contraire, les informations mentionnées dans cette section peuvent être confirmées par la base de données cinématographiques Unifrance,  présente dans la section « Liens externes ».
- Titre original : Monsieur Klein
- Titre italien : Mr Klein
- Réalisation : Joseph Losey
- Assistants à la réalisation : Philippe Monnier, Rémy Duchemin
- Scénario : Franco Solinas, Costa-Gavras[1] (non crédité)
- Collaboration au scénario : Fernando Morandi,Francis Savel sous le pseudonyme de Frantz Salieri a mis en scène le spectacle antisémite[5] .
- Production : Raymond Danon, Alain Delon, Robert Kuperberg, Jean-Pierre Labrande, Norbert Saada
- Sociétés de production : Lira Films, Adel Productions, Mondial Televisione Film
- Directrice de production : Ludmilla Goulian
- Musique : Egisto Macchi (en) et Pierre Porte
- Costumes : Annalisa Nasalli-Rocca,  Colette Baudot
- Casting : Margot Capelier
- Photographie : Gerry Fisher
- Cadre : Richard Andry, Pierre-William Glenn, Jean-Francis Gondre
- Montage : Marie Castro-Vasquez, Henri Lanoë, Michèle Neny
- Son : Maurice Dagonneau, Jean Labussière
- Voix radio de Jean Hérold-Paquis : Jean Topart
- Décors : Alexandre Trauner
- Ensemblier : Pierre Lefait
- Scripte : Lucie Lichtig
- Pays de production :  France,  Italie
- Langue de tournage : français
- Format : couleur - 1,66:1 - son mono - 35 mm
- Genre : drame
- Durée : 123 min
- Dates de sortie : 
  - France : 22 mai 1976 (première mondiale au Festival de Cannes 1976 d'où le film repart bredouille avant d'être présenté en copie restaurée en 2019, à l'occasion de la remise d'une Palme d'or d'honneur à Alain Delon)[6]
  - Italie : 23 septembre 1976
  - France : 19 octobre 1976
- Affiche : René Ferracci (France)

## Distribution
- Alain Delon : Robert Klein, marchand d'art
- Louis Seigner : le père de Robert
- Michel Lonsdale : Pierre, avocat et ami de Robert
- Francine Bergé : Nicole, l'épouse de Pierre éprise de Robert
- Juliet Berto : Jeanine, la maîtresse de Robert
- Isabelle Sadoyan : la patiente de l'examen médical, au début du film
- Jacques Maury : le médecin de l'examen médical
- Jean Bouise : le vendeur du tableau d'Adriaen van Ostade
- Roland Bertin : le responsable du journal Informations juives
- Michel Aumont : le fonctionnaire de la préfecture de police
- Jeanne Moreau : Florence
- Massimo Girotti : Charles, l'époux de Florence
- Suzanne Flon : la concierge de la rue des Abbesses
- Fred Personne : le commissaire de police
- Pierre Vernier : un policier
- Étienne Chicot : un policier
- Philippe Brizard : un policier
- Pierre Frag : Georges, le vendeur de journaux
- Gérard Jugnot : le photographe
- Bernard-Pierre Donnadieu
- Maurice Vallier
- Elisabeth Kaza
- Carole Lange

## Production

### Scénario et réalisateur
À la recherche d'un sujet sur l'Occupation, Franco Solinas et Costa-Gavras le trouvent grâce à l'un des témoignages les plus remarqués du documentaire Le Chagrin et la Pitié de Marcel Ophüls : un commerçant clermontois du nom de Marius Klein avait écrit, au cours de la guerre, une annonce dans un journal local pour faire savoir que son nom n'est pas juif et qu'il est de confession catholique,.
En évoquant le sort réservé aux Juifs sous l'Occupation, Joseph Losey intègre des éléments historiques à une œuvre artistique, voire métaphysique. Plusieurs critiques ont mis en évidence la parenté du film avec les écrits de Franz Kafka — notamment La Métamorphose, nouvelle qui narre la transformation cauchemardesque d'un homme en cloporte[réf. souhaitée].
Auteur du premier scénario avec Franco Solinas, Costa-Gavras souhaite tourner le film avec Jean-Paul Belmondo. Mais un conflit entre producteurs et une blessure de Belmondo entraînent l'annulation du projet. Delon manifeste son intérêt pour le rôle principal. Costa-Gavras préfère se retirer. Delon tient à produire lui-même le film et convainc Joseph Losey, avec qui il a tourné L'Assassinat de Trotsky en 1972, d'en assurer la réalisation. Losey retravaille le scénario avec Solinas pour le rendre plus dense. Il y introduit diverses modifications et ajoute la séquence du spectacle antisémite.

### Bande originale
- L'Internationale (Pierre Degeyter, Eugène Pottier)
- Kindertotenlieder - Nun will die Sonn' so hell aufgehn (Gustav Mahler)
- Premier rendez-vous (René Sylviano, Louis Poterat)
- Du darfst mir nie mehr rote Rosen schenken (Michael Jary, Bruno Balz)
- Tching kong (de Paul Misraki, joué par l'orchestre de Ray Ventura)
- Venez donc chez moi je vous invité (de Paul Misraki, joué par l'orchestre de Ray Ventura)
- Je ne sais pas si je l’aime (Paul Misraki, André Hornez)

## Distinctions
- Césars 1977 :
  - César du meilleur film
  - César du meilleur réalisateur pour Joseph Losey
  - César du meilleur décor pour Alexandre Trauner
  - nomination au César du meilleur acteur pour Alain Delon
  - nomination au César de la meilleure photographie pour Gerry Fisher
  - nomination au César du meilleur montage pour Henri Lanoë
  - nomination au César du meilleur son pour Jean Labussière

## Analyse

### Quête du double
La recherche d'un homonyme insaisissable et invisible prend l'aspect d'une quête du double. Tout au long du film, elle se traduit visuellement par des reflets dans un miroir. Ainsi, en reconduisant l'homme qui vient de lui vendre à moitié prix un tableau ancien, le marchand d'art Robert Klein se regarde dans un miroir accroché sur le palier, vis-à-vis de l'entrée de son appartement. En visitant le logis miteux de Pigalle où est censé avoir habité l'autre Robert Klein, le marchand d'art se dévisage dans la glace de la salle de bain. Lorsqu'il déjeune à la Coupole avec son ami Pierre, des miroirs recouvrant les murs se reflètent dans un jeu sans fin où le regard se perd jusqu'au vertige. Dans la voiture du train qui roule vers Marseille, la passagère assise face à Robert est vue dans une glace fixée sous le porte-bagages...
Ce thème du double rappelle le film La Mort aux trousses sorti en 1959. « Il s’agit en quelque sorte du cousin sombre, voire nihiliste de La Mort aux trousses d'Alfred Hitchcock, une chasse à l’homme par procuration dépourvue de toute frivolité ou suspense enjoués ».

### Identité juive
Pour les nazis et le régime de Vichy, Robert Klein est Juif car il répond aux critères des lois de Nuremberg et de la loi française qui s'en inspire. Rien ne permet d'affirmer qu’il n’a pas de « sang juif » ; ce qu'il apprend de son père, à propos de la branche familiale hollandaise, peut même le faire penser. En tout cas, il finit par s’identifier à son homonyme juif. Le métissage (ou Mischling, c'est-à-dire « mélange ») est illustré par l’appel, au «Vél d’Hiv », d'une liste de noms ashkénazes qui commence bizarrement par « Mahmoud Hamchari »,.
Harry Baur, qui avait incarné de nombreux Juifs ou des personnages en rapport avec le judaïsme, fut dénoncé par la rumeur antisémite. Ainsi que le personnage de Robert Klein, il fut considéré comme Juif. Arrêté par la Gestapo et torturé, il prouva qu’il n’était pas Juif. Libéré, il mourut six mois plus tard des suites de ces mauvais traitements en détention.

#### Tableau d'Adriaen van Ostade

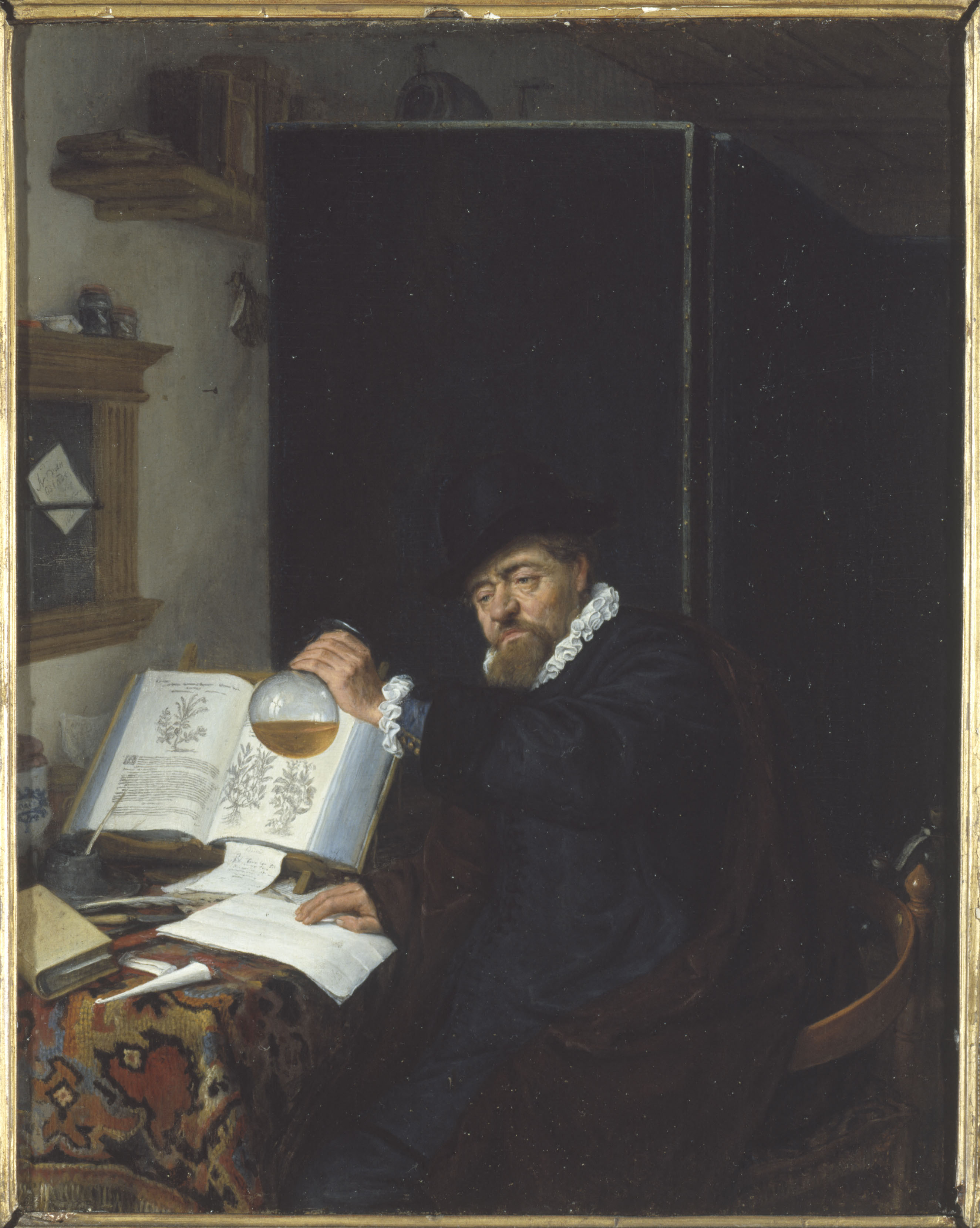
L'Analyse par Adriaen van Ostade, tableau de 1666.

Robert Klein acquiert, pour la moitié de sa valeur, une toile due au maître néerlandais Adriaen van Ostade, intitulée Portrait d'un gentilhomme ; en fait, cette toile représente un médecin qui examine le contenu d'un urinal.
Robert Klein s'attache à l'œuvre au point que, plus tard, il en refusera farouchement la saisie par la police, revendiquant l'objet comme « personnel ». Cette toile, il l'a achetée à un Juif menacé par les lois d'exclusion. Or elle partage la même origine géographique que la branche présumée juive de la famille Klein, dont Robert apprend l'existence peu après, en interrogeant son père âgé. Le tableau a été peint au XVIIe siècle dans les Provinces-Unies, alors terre d'asile pour ceux que les États européens persécutaient en raison de leurs convictions religieuses — donc antithèse du régime vichyste. Il représente un médecin, profession traditionnellement exercée par nombre d'intellectuels juifs. En ouvrant la conscience de Robert Klein à une réalité qui jusqu'alors lui avait échappé, la toile de van Ostade déclenche chez lui un irrépressible besoin de quête identitaire[réf. nécessaire].

#### Tableau de Marc Chagall
Peu après le début du film, alors que des policiers attendent Robert Klein pour l'interroger tandis qu'un couple danse sur l’air Tching-Kong entendu au phonographe, on aperçoit au mur une copie de la toile de Marc Chagall Le Violoniste vert. À première vue identique à l’original, elle présente en fait de nombreuses différences, notamment dans certains détails entourant le musicien. Peint par un artiste juif, le tableau semble faire écho à celui de van Ostade[réf. nécessaire] que vient d'acquérir Robert, et dont le souvenir résonnera à la fin du film.

#### FilmLe Juif Süss
Bien que Losey n'en ait rien affirmé, le spectacle antisémite donné au cabaret évoque certains aspects du film de propagande nazie Le Juif Süss tourné en 1940.
Une affiche de ce film se trouve sur la scène du cabaret. Là s'arrête la ressemblance. Mais Losey pourrait s'être inspiré du film allemand sur deux points : le thème même du spectacle et l'un de ses accessoires. Dans le film Le Juif Süss, les notables refusent au duc de Würtemberg de financer un opéra, un corps de ballet et une garde. Süss avance l'argent nécessaire ; mais, feignant de s'indigner, il affirme au duc : « Je ne comprends pas que l'on puisse vous refuser cela ». Par ailleurs, dans l'une des dernières séquences du film de 1940, le duc déclare à Süss : « Vous avez un masque d’hypocrite, vous devriez enlever votre masque. » Or dans le film de Losey, à la fin de la représentation au cabaret, l'acteur qui est grimé en Juif ôte ostensiblement un masque avec un nez proéminent.

### Erreurs ou anachronismes
Losey a choisi de ne pas tourner une reconstitution historique de l'Occupation. Pour cette raison, la présence allemande est délibérément réduite, voire occultée. Néanmoins, l'ambiance de Paris sous l'Occupation est soigneusement reconstituée.
Le film comporte plusieurs anomalies :
- le logo « SNCF », qu'on aperçoit sur les trains de la gare d'Ivry-la-Bataille puis de la gare de Lyon, fut utilisé du 11 janvier 1972 au 31 décembre 1984[15] ;
- Robert Klein rencontre son père infirme à Strasbourg. Or entre 1940 et 1945, l'Alsace — tout comme le département de la Moselle — fut de nouveau annexée au Reich allemand[16]. En 1942, elle n'est donc plus accessible depuis Paris ;
- la rafle du Vél' d’Hiv' s'est déroulée pendant la canicule des 16 et 17 juillet 1942. Dans le film, elle a lieu en plein hiver, par un froid glacial. Quelques jours plus tôt, la neige recouvre le parc du château d'Ivry-la-Bataille. Alors qu'il attend son homonyme rue des Abbesses, de la vapeur d'eau s'échappe de la bouche de Robert Klein. Sur le trajet des autobus conduisant au vélodrome, les arbres sont dépourvus de feuilles, les Parisiens portent des vêtements chauds et on entrevoit, à la devanture d'une boutique, l'inscription « Les tickets de janvier seront honorés ». Cette modification de la chronologie pourrait traduire le refus de Losey de réaliser un film didactique à valeur de simple documentaire[réf. nécessaire] ;
- construit en 1900 et démoli en 1959, le Vélodrome d'Hiver était un bâtiment fermé et non ouvert. En fait, les scènes du vélodrome furent tournées au vélodrome Jacques-Anquetil du bois de Vincennes. À aucun moment, le scénario ne précise qu'il s'agit du Vél' d’Hiv'. Mais implicitement suggéré, le lieu ne peut historiquement qu'être celui-ci[17][source insuffisante]. En outre, on ne pouvait pas embarquer dans des trains depuis le Vél' d’Hiv', éloigné de toute gare. Sachant la culture historique de Losey, il pourrait s'agir d'un choix délibéré visant à accentuer le caractère accablant de la séquence finale ;
- Robert Klein est censé résider au 136 rue du Bac, (Paris 7e). En réalité, c'est au no 108 de cette même rue (actuellement une voie privée) que se trouve l'entrée conduisant à l'hôtel particulier de Klein[réf. nécessaire] ;
- l'acte de baptême de sa grand-mère, née à Alger, est le seul document officiel qui manque à Robert Klein pour prouver sa non-judéité. Or le statut des Juifs du 2 juin 1941 prévoit que, pour être considéré comme tel, il faut avoir au moins trois grands-parents juifs (art. 1). Son avocat doit logiquement connaître cette loi. Malgré tout, la police saisit les biens de Robert Klein et finit par l'arrêter[réf. nécessaire].